# The Ranchman's Rival
The Ranchman's Rival è un cortometraggio muto del 1909 scritto, prodotto, interpretato e diretto da Gilbert M. 'Broncho Billy' Anderson.

## Trama
Walter Milton soffia via la ragazza a Jim Walton. Quest'ultimo, però, scopre che alla stazione è arrivata in treno, proveniente dall'Est, una donna che è la moglie di Milton.

## Produzione
Il film, che fu prodotto dalla Essanay Film Manufacturing Company, venne girato in Colorado, a Golden e a Morrison, due località che fecero più volte quell'anno da sfondo ai western di Anderson.

## Distribuzione
Distribuito dall'Essanay Film Manufacturing Company, il film - un cortometraggio in una bobina - uscì nelle sale cinematografiche USA l'11 dicembre 1909. Copia della pellicola (un positivo 35 mm) è conservata negli archivi della Library of Congress.